# Eumelea craspedias
Eumelea craspedias là một loài bướm đêm trong họ Geometridae.